# Tobatí
Tobatí ist eine Stadt in Paraguay im gleichnamigen Distrikt im Departamento Cordillera mit etwa 20.000 Einwohnern.

## Lage
Sie liegt 10 km entfernt von Caacupé, der nächsten größeren Stadt. Von Tobatí benötigt man motorisiert eine Stunde in die Hauptstadt Asunción. Zur Landesgrenze nach Argentinien im Südwesten sind es etwa 45 km, nach Norden zur Staatsstraße Nummer 3 circa 20 km.

## Geschichte

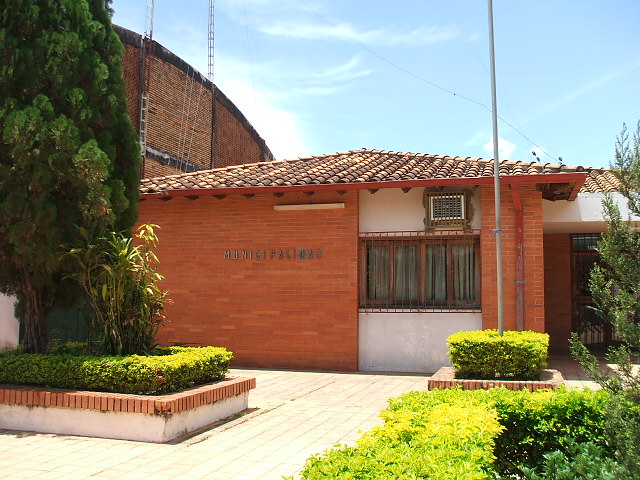
Gemeindeverwaltung

Tobati wurde im Juni 1539 von Domingo Martínez de Irala gegründet. Für die Entstehung  des Ortsnamens existieren mehrere Definitionen. Eine besagt, er entstamme  aus der Guaranísprache tovatĩ = Schlammkreide, Porzellanerde, Kaolin. Etwas außerhalb des Ortes befindet sich ein Felshügel namens Cerro Tobatí.

## Wirtschaft
In Tobatí existieren mehrere Produktionsstätten von Baustoffen, die in der Mehrzahl Dachziegel und Ziegelsteine liefern, die bis ins benachbarte Argentinien und Brasilien exportiert werden. Neben modernisierten Betrieben mit elektrischen Maschinen und Öfen gibt es auch noch die traditionellen Methoden der Ziegelherstellung.

## Sehenswertes
Tobatí ist bekannt für die Töpfer- und Holzschnitzkunst. Die Villa artesenal zeigt unter anderem Werke des bekannten Holzbildhauers Zenon Páez.
Außerdem gibt es den cerro, eine lange begehbare Felsenkette, die etwa ein Kilometer außerhalb des Zentrums von Tobati liegt.